# ビーゴ大学

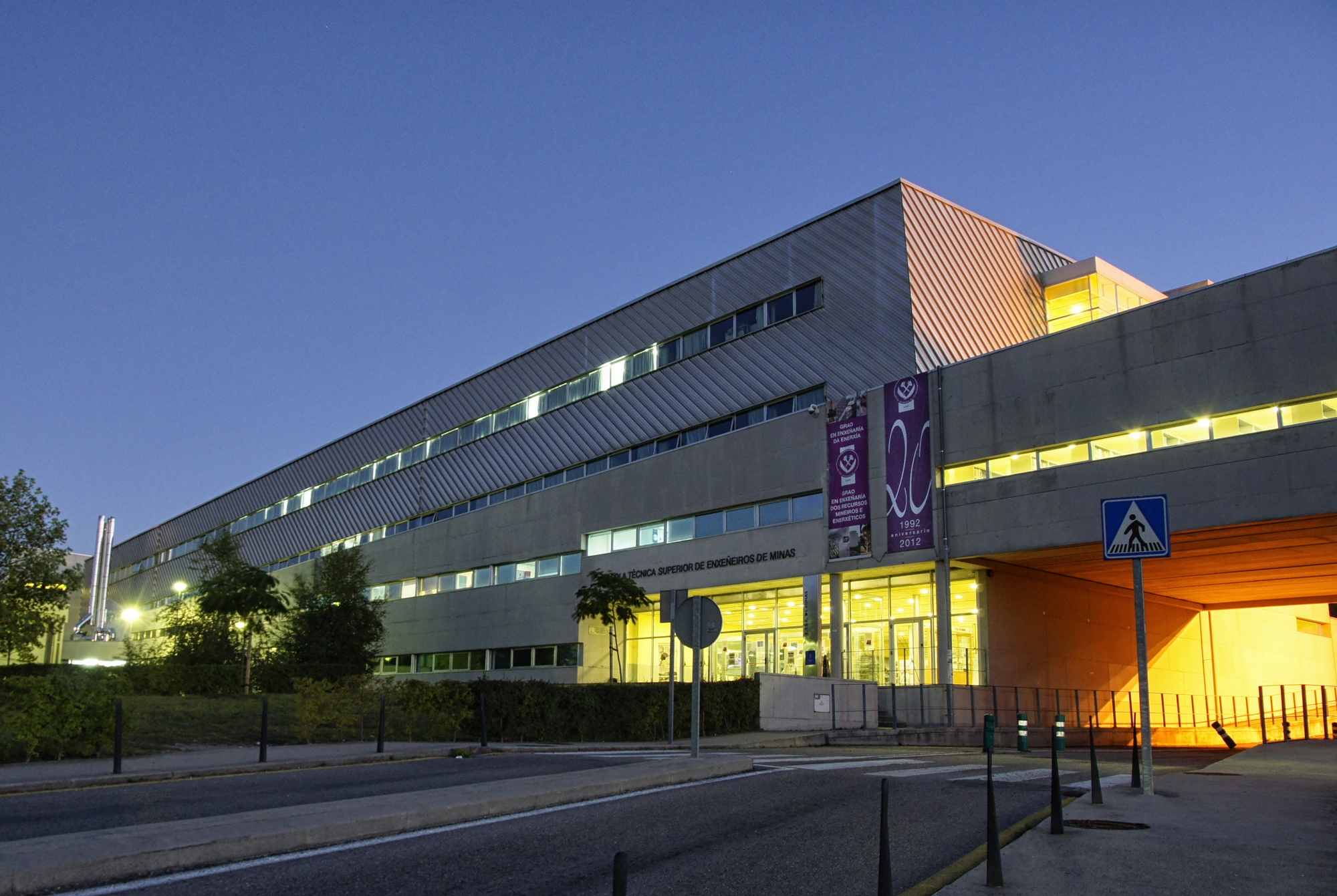
キャンパス内の建物

ビーゴ大学 (スペイン語: Universidad de Vigo, ガリシア語: Universidade de Vigo)は、スペイン・ガリシア州ポンテベドラ県ビーゴに本部を置く大学。ビーゴ、ポンテベドラ、オウレンセ県オウレンセに計4つのキャンパスを有する。ガリシア州の大学群の中ではもっとも工学系に強く、鉱山工学、情報工学、森林工学、計算機科学、産業工学などの専攻を有する。

## 歴史
1495年、ガリシア地方初の大学としてサンティアゴ・デ・コンポステーラ大学が設立された。サンティアゴ・デ・コンポステーラ大学はア・コルーニャとビーゴにもキャンパスを持ち、約500年間にわたってガリシア地方唯一の大学だった。
民主化後の1979年には自治州としてのガリシア州が成立し、地方分権が進められてガリシア州政府が独自の教育政策を打ち出せるようになった。1989年にはア・コルーニャ大学が、1990年にはビーゴ大学が、それぞれ独自の学位を付与する独立した大学となった。

## キャンパス
- ビーゴ郊外キャンパス
  - 産業工学、鉱山工学、哲学、法学、経済経営学、生物学、海洋科学、化学、技術科学支援センター、鉱山工学専門学校、電気通信工学専門学校
- ビーゴ都市キャンパス
  - 産業工学、看護学、経営学、初等教育学
- ポンテベドラキャンパス
  - 看護学、森林工学、物理療法学、芸術学、教育科学、社会メディア情報科学
- オウレンセキャンパス
  - コンピュータ工学、看護学、自然科学、教育科学、観光学、歴史学、法学

## ガリシア州の大学
今日のガリシア州には以下の大学がある。
- サンティアゴ・デ・コンポステーラ大学 : サンティアゴ・デ・コンポステーラ（本部）、ルーゴ
- ア・コルーニャ大学 : ア・コルーニャ（本部）、フェロル
- ビーゴ大学 : ビーゴ（本部）、オウレンセ、ポンテベドラ